# 美咲かめら
『美咲かめら』（みさきかめら）は、つくばテレビ、ノーマンスリーが制作し、エンタ!959で放送したバラエティ番組である。

## 番組概要
美咲かんなが贈るカメラ女子育成番組。美咲かんなの冠番組。プロカメラマンを招き、写真技術を学んでいく。Vimeoでの公開収録、先行配信後にエンタ!959で放送された。公開収録後にはMCの美咲をモデルにした撮影会も行われていた。
なお、番組企画が立ち上がるまで美咲はiPhoneカメラしか持ったことがなかった。

## 出演者
- 美咲かんな

## 放送リスト
| 放送回 | 公開収録、配信日 | 初回放送日     | おもな企画                   | ゲスト | 備考          |
| ------ | ---------------- | -------------- | ---------------------------- | ------ | ------------- |
|        | 2022年 12月18日  |                | クリスマス生放送             |        | 事実上の第0回 |
| #1     | 2023年 2月13日   | 2023年 3月16日 | SNS映えを学ぶ                |        |               |
| #2     | 3月26日          | 5月17日        | テーブルフォトを学ぶ         |        |               |
| #3     | 4月30日          | 6月16日        | イルミネーションフォトを学ぶ |        |               |